# Haluk Bilginer
Nihat Haluk Bilginer (Esmirna, 5 de junho de 1954) é um ator turco vencedor do Prêmio Emmy. Ele é mais conhecido por seu papel como Mehmet Osman na novela EastEnders e Agâh Beyoğlu na série de televisão Şahsiyet. Também estrelou filmes de Hollywood.

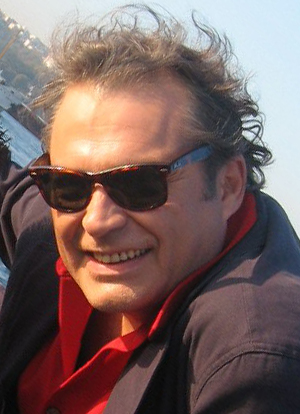
Haluk Bilginer em 2005

## Prêmios e indicações
Bilginer ganhou o prêmio de melhor ator coadjuvante no Festival de Cinema de Antália de 1997. Em 2014, ganhou o Prêmio FIPRESCI no Festival Internacional de Cinema de Palm Springs por sua atuação no aclamado filme Sono de Inverno (2014).
Em 2019, ele venceu o Prêmio Emmy Internacional por sua atuação na minissérie Şahsiyet.

## Vida pessoal
Bilginer casou-se com a cantora Aşkın Nur Yengi em 2006 e tem uma filha chamada Nazlı. Eles se divorciaram em 2012.

## Filmografia

### Cinema
| Ano  | Título                       | Papel              | Nota(s)                                                                    |
| ---- | ---------------------------- | ------------------ | -------------------------------------------------------------------------- |
| 1986 | Half Moon Street             | Arábe              |                                                                            |
| 1987 | Ishtar                       | Líder da guerrilha |                                                                            |
| 1987 | Lionheart                    | Comerciante        |                                                                            |
| 1996 | Istanbul Beneath My Wings    | Evliya Celebi      |                                                                            |
| 1997 | Masumiyet                    | Bekir              | Venceu—Golden Orange de Melhor Ator Coadjuvante Venceu—Prêmio Jean Carment |
| 1999 | The Raindrop                 |                    |                                                                            |
| 1999 | Harem Suare                  |                    |                                                                            |
| 2000 | Beans                        | o velho imaginário |                                                                            |
| 2001 | Elephants and Grass          |                    |                                                                            |
| 2001 | Buffalo Soldiers             | O turco            |                                                                            |
| 2004 | Where's Firuze?              | Hayri              |                                                                            |
| 2004 | She's Gone                   | Inspetor Yilmaz    |                                                                            |
| 2005 | Robbery Alla Turca           |                    |                                                                            |
| 2006 | Killing the Shadows          |                    |                                                                            |
| 2008 | Cars of the Revolution       |                    |                                                                            |
| 2008 | Son of the Sun               |                    |                                                                            |
| 2009 | The International            | Ahmet Sunay        |                                                                            |
| 2010 | Five Minarets in New York    | Hadji              |                                                                            |
| 2011 | W.E.                         | Mohamed Al-Fayed   |                                                                            |
| 2012 | The Reluctant Fundamentalist | Nazmi Kemal        |                                                                            |
| 2014 | Rosewater                    | Baba Akbar         |                                                                            |
| 2014 | Winter Sleep                 | Aydin              | Venceu—Prêmio FIPRESCI                                                     |
| 2016 | Ben-Hur                      | Simonides          |                                                                            |
| 2017 | Forget About Nick            | Nick               |                                                                            |
| 2017 | The Ottoman Lieutenant       | Halil Bey          |                                                                            |
| 2017 | Trendy                       | Hasan              |                                                                            |
| 2017 | Refuge                       | Ahmet              |                                                                            |
| 2018 | Halloween                    | Dr. Ranbir Sartain |                                                                            |
| 2019 | Noah Land                    | Ibrahim            |                                                                            |
| 2020 | Leyla Everlasting            | Adem               |                                                                            |
| 2021 | Stuck Apart                  | Erbil              |                                                                            |
| 2024 | Maria                        | Aristotle Onassis  |                                                                            |

### Televisão
| Ano     | Título                             | Papel             | Nota(s)                                                                                           |
| ------- | ---------------------------------- | ----------------- | ------------------------------------------------------------------------------------------------- |
| 1984    | The Glory Boys                     | Arab Driver       |                                                                                                   |
| 1985–89 | EastEnders                         | Mehmet Osman      |                                                                                                   |
| 1985    | Bergerac                           | Ahmet             | Episódio "Avenge O Lord"                                                                          |
| 1991    | Memories of Midnight               | Dino Mattusi      | Minissérie                                                                                        |
| 1993    | The Young Indiana Jones Chronicles | Coronel Ismet Bey | Episódio "Palestine, October 1917"                                                                |
| 1999    | The Bill                           | Convidado/Olly    | Episódio "The Three Sergeants"                                                                    |
| 2001    | Karanlıkta Koşanlar                | Ali               |                                                                                                   |
| 2001    | Tatlı Hayat                        | Ihsan Yıldırım    | remake de The Jeffersons                                                                          |
| 2004    | Spooks                             | Emre Celenk       | Episódio "Persephone"                                                                             |
| 2004–05 | Sayın Bakanım                      | Samim Bayraktar   | remake de Yes Minister                                                                            |
| 2010–11 | Ezel                               | Kenan Birkan      |                                                                                                   |
| 2012    | Acayip Hikayeler                   | Sinan             |                                                                                                   |
| 2014    | Kaçak                              | Ustura Faysal     |                                                                                                   |
| 2016    | New Blood                          | John Malik        | 2 episódios                                                                                       |
| 2017    | Masum                              | Cevdet            |                                                                                                   |
| 2017    | Kara Yazı                          | Oğuz              |                                                                                                   |
| 2018    | Şahsiyet                           | Agâh Beyoglu      | Venceu—Prêmio Emmy Internacional de melhor ator Indicado—Prêmio Emmy Internacional de melhor ator |
| 2020    | Alex Rider                         | Dr Greif          |                                                                                                   |
| 2021    | Şeref Bey                          |                   | Protagonista                                                                                      |
| 2023    | Baba                               | Emin Saruhanlı    |                                                                                                   |